# Popillia baliana
Popillia baliana är en skalbaggsart som beskrevs av Hermann Julius Kolbe 1903. Popillia baliana ingår i släktet Popillia och familjen Rutelidae. Inga underarter finns listade i Catalogue of Life.